# 解敏 (成化進士)
解敏（1438年—？），字克聰，山東濟南府德州人，軍籍。明朝政治人物。進士出身。

## 生平
山東鄉試第四十三名。成化五年（1469年）乙丑科會試第五十九名，殿試登進士第三甲第一百六十九名。成化十年（1474年）任徽州府通判，以憂去。

## 家族
曾祖父解資。祖父解廷訓。父亲解武。